# Meżyriw (przystanek kolejowy)
Meżyriw (ukr. Межирів) – przystanek kolejowy w pobliżu miejscowości Meżyrów, w rejonie żmeryńskim, w obwodzie winnickim, na Ukrainie. Położony jest na linii Odessa – Lwów.